# Myonem
Myonema-Fäden sind Organellen einiger Protozoen, die diesen verschiedene Bewegungen ermöglichen. Sie bestehen aus Bündeln von Motorproteinen, die intrazelluläre, kontraktionsfähige Filamente aufbauen, mit deren Hilfe sich besonders sessile Protozoa (z. B. Glockentierchen) sehr rasch zurückziehen können. Das sich anschließende langsame Wiederausstrecken wird durch die Elastizität der Hülle hervorgerufen. Die genaue Proteinzusammensetzung ist hierbei noch nicht geklärt, enthalten ist als Motorprotein beispielsweise Spasmin.